# Friedrich Baumfelder
Friedrich Baumfelder   (Dresden, 28 de maig de 1836 - Dresden, 8 d'agost de 1916), nom complet Friedrich August Wilhelm Baumfelder, fou un compositor, cantor, director d'orquestra i pianista alemany.

## Biografia
Va ser el tercer d’un total de set fills. El seu pare, Carl Friedrich Gotthelf, era pedagog i director de l'escola reial de guarnició saxona „Rath und Tath“ a Dresden i va contribuir significativament a la reforma del sistema educatiu saxó amb el seu mètode d'ensenyament Bell-Lancaster d'instrucció mútua. La seva mare era Friederike Ernestine (1806–1882). La música, especialment la sagrada, tenia una alta prioritat a la casa dels Baumfelder. El talent musical de Friedrich el va portar a publicar les seves primeres obres quan només tenia 14 anys. El seu germà Gustav (1839-1925) també va continuar el llegat dels pares. Es va convertir en pastor i diaca a Zittau i en músic d'església.
A una edat primerenca, Baumfelder va ingressar al Conservatori de Leipzig, on va estudiar amb Ignaz Moscheles i Moritz Hauptmann i posteriorment va obtenir una beca. Entre els seus altres professors hi havia Joseph Gottlob Schneider i Ernst Julius Otto. Després d’abandonar el Conservatori de Leipzig, Baumfelder va tornar a Dresden, on va treballar com a cantor i professor de música i piano a la Dreikönigskirche. Va ensenyar a Georg Schumann, que es va convertir en un dels seus estudiants amb més èxit. El 1875 es va convertir en director de la Robert Schumann Singakademie,un càrrec que va ocupar durant diverses dècades. Finalment, es va convertir en un conegut i famós compositor i professor.
Quan Baumfelder va obtenir reconeixement, sovint anava a l'estranger a Anglaterra, França i, més tard, als Estats Units per actuar. Ell i la seva dona Emma Baumfelder (nascuda a Skrimshire) havien tingut cinc fills i dues filles: Henry (1864–1900), Fritz (1867–1888) (que també va compondre), Florence (1869–1954), William (sobrenom Willie) (1870–1901), Gustav Baumfelder (1870–1931), Selma Marie Elisabeth (1871–1949), i Herbert Alfred Maria (1872–1946),
El 27 de maig de 1936, tot just un dia abans del centenari del seu naixement, es va publicar, a la Dresdner Gazette, un homenatge a Baumfelder. Deia:
| « | El 28 de maig es commemora el centenari del naixement de Friedrich Baumfelder. Molts habitants de Dresden encara recordaran el vell alt amb els cabells blancs i flonjos sota el barret ample […] Friedrich Baumfelder també va sorgir com a compositor amb diversos oratoris, l'escenari del psalm 40 (que va interpretar amb el Liedertafel i molts solistes) i altres obres […] La història del Liedertafel explica que era un director zelós i sempre preparat, dotat de les qualitats més amables. També s'informa d'un gran concert de Sedan el 1877 (un recordatori de les famoses vetllades patriòtiques durant la guerra de 1870/71) i un homenatge cantat al jubileu de plata de les majestats reials de Pillnitz el 1878. - El Liedertafel de Dresden commemorarà el seu antic líder musical posant una corona al Cementeri de la Trinitat [...] | » |

La tomba de Friedrich Baumfelder al Cementiri de la Trinitat no s'ha conservat.

## Composicions
Baumfelder va compondre més de 400 obres, incloses simfonies, obertures, concerts per a piano, òperes, obres corals i música per a piano en solitari. La seva Confidence, op. 48 (perduda), el Rondo Mignon, op. 49, la Kinderscenen Op. 270 i el Rococo, op. 367, es trobaven entre les seves obres més populars, i el seu Tirocinium musicae, op. 300. era molt demandat.
Moltes de les seves obres semblen haver-se perdut en el caos de la Segona Guerra Mundial, i només en sobreviu una part de la seva obra.

## Obres (selecció)
- Transcriptions élégantes … / No. 3 / Choeur des soldats de l’opéra: «Faust» de Gounod, op. 95
- Marche militaire pour piano, op. 65
- Transcription brillante sur l’air anglais: God bless the Prince of Wales pour piano, op. 67
- Valse brillante de l’opéra „Romeo et Juliette“ de Ch. Gounod, op. 165
- Bäuerlich Tanz ("Ball del pagès"). op. 208, núm. 5 en sol major
- Styrienne pour piano. Magúncia. Després del 1873, op. 263
- 10 Kinderlieder von Carl Gärtner: mit Begl. der Pianoforte (ohne Octavenspannungen). op. 268
- Transcription über das bel Lied von Martha von Löben Du hörst wie durch die Tannen, op. 122
- Erinnerung, op. 159